# Verifikation (bekræftelse)
 For alternative betydninger, se Verifikation. (Se også artikler, som begynder med Verifikation)
Verifikation er en bekræftelse eller undersøgelse der bekræfter rigtigheden af noget specifikt.
Som eksempel kan angives at der i forbindelse med hard- og software-systemer skal det verificeres at anvendte algoritmer opfylder stillede krav.
| filosofi | Spire Denne filosofiartikel er en spire som bør udbygges. Du er velkommen til at hjælpe Wikipedia ved at udvide den. |